# 22697 Mánek
22697 Mánek là một tiểu hành tinh vành đai chính với chu kỳ quỹ đạo là 1712.8793588 ngày (4.69 năm).
Nó được phát hiện ngày 7 tháng 9 năm 1998.